# Kojo Koev
Kojo Koev (in bulgaro Койо Коев?; Aprilci, 24 giugno 1960) è un ex cestista bulgaro.

## Carriera
Con la Bulgaria ha disputato due edizioni dei Campionati europei (1985, 1989).